# Szakaszcsillapítás
A szakaszcsillapítás szabad térben (vagyis vákuumban, reflexiótól és árnyékolástól mentes környezetben), két, adott távolságra lévő G1 és G2 nyereségű antenna között fellépő csillapítás. 
Jele A0. Értéke függ a hullámhossztól, az antennák közti távolságtól, és az antennák nyereségétől. 
A vevőantenna által vett teljesítmény és az adóantennába betáplált teljesítmény közti arányt adja meg. A könnyebb kezelhetőség érdekében ezt az arányszámot át szokták számolni dB-re.

## Számítása
Arányszámokkal megadott mennyiségek esetén:
{\displaystyle A_{0}={\frac {A_{V}}{G_{1}G_{2}}}}
Decibelben megadott értékek esetén:
{\displaystyle A_{0}=A_{V}-(G_{1}+G_{2})}
- G1, G2 - az antennák nyeresége
- AV - szabadtéri csillapítás